# Gymnocalycium berchtii
Gymnocalycium berchtii je kaktus z rodu Gymnocalycium, původním výskytem v argentinské provincii San Luis.
Rostlina je pojmenovaná na počest nizozemského chemika a sběratele kaktusů Ludwiga Berchta (1945–2021).

## Popis
Rostlinu poprvé popsal a pojmenoval Neuhuber v roce 1997. Tělo kaktusu, zbarvené od černošedě po matně tmavě zelenou, má v průměru 4–6 cm a výšku kolem 2 cm a skládá se ze 7–9 zploštělých žeber. Z oválných areol s bílou až nažloutlou vlnou vyrůstá obvykle 3–5 (někdy až 7) černohnědých trnů o délce až 1 cm, které jsou přitisknuté k tělu. Nálevkovité květy, které jsou oproti tělu poměrně velké (až 8 cm dlouhé a až 6 cm v průměru), mají odstupňované zbarvení od perleťově bílé po lila s hnědorůžovým hrdlem. Po jejich opylování vznikají šedozelené plody.

## Výskyt a variety
Typová lokalita G. berchtii se nachází v argentinské provincii San Luis v okolí osady Los Chañares. Roste  ve výškách od 690 do 1200 m n. m., kde se roční teploty pohybují od maxim  přes 30 °C po minima kolem 0 °C.  I když má tento druh nepříliš rozsáhlý areál výskytu (ca 1000 km2), tak je běžný a jeho populace jsou stabilní.
Druhově příbuzné ke G. berchtii jsou zřejmě G. nataliae a G. morroense, které se vyskytují na podobných lokalitách. S G. berchtii mají tyto druhy mimo jiné stejnou ploidii (4n), takže se mohou navzájem i snáze křížit.

## Pěstování
G. berchtii je pomalu rostoucí druh, který však celkem ochotně kvete. K růstu potřebuje prostor pro své mohutné kořeny, a standardní humózní kaktusovou půdu o nižším pH (je nutno se vyvarovat vápence). Půda by měla dobře odvádět vodu, přičemž přiměřená zálivka se provádí zejména v létě, zatímco přes zimu je kaktus v naprosto suché půdě a při teplotách 10 až 0 °C. Rozmnožovat lze vysazováním semen.

## Galerie

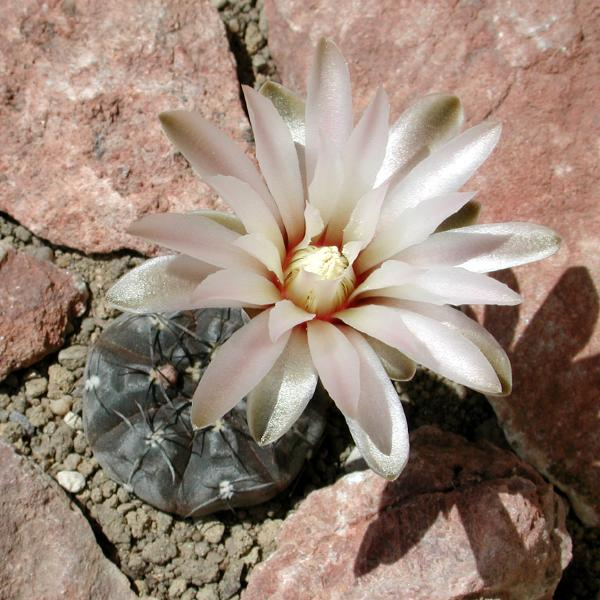
G.berchtii GN 158-418
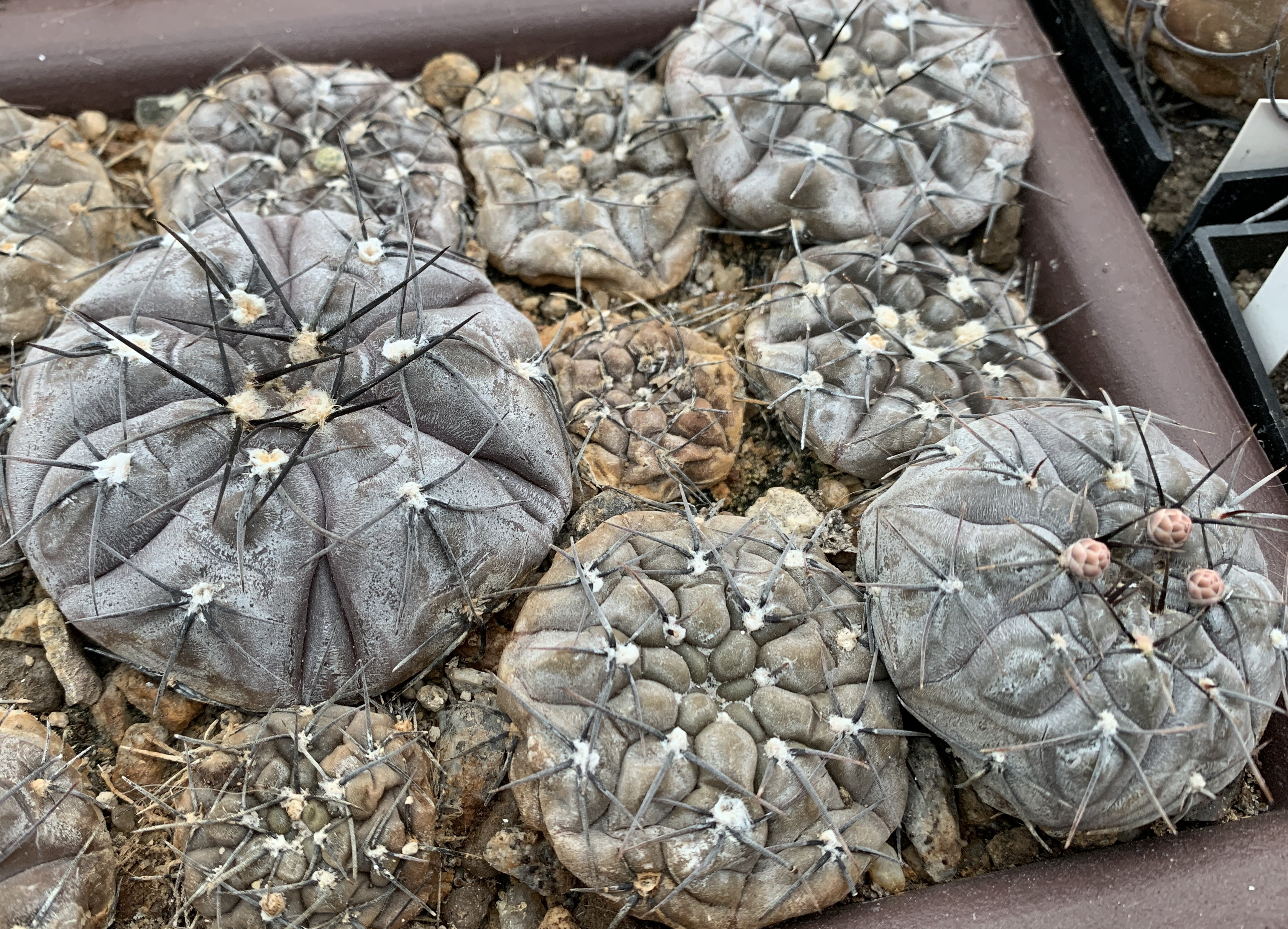
rostliny v kultuře